# Никифор Феотоки
Архиепи́скоп Ники́фор (греч. Αρχιεπίσκοπος Νικηφόρος, в миру Никола́й Феото́ки, греч. Νικόλαος Θεοτόκης; 15 февраля 1731, Керкира, Венецианская республика — 31 мая 1800, Москва, Российская империя) — греческий и российский богослов и педагог. Помимо богословия, значительная часть его работ посвящена точным наукам (физике и математике).

## Биография
Родился на острове Керкира. Происходил из старинной греческой фамилии Феотоки, родоначальником которой был некий Георгий Феотоки, переселившийся, по взятии Константинополя турками, из Византии на остров Корфу. Отца его звали Стефаном, мать Анастасией.
Первоначальное образование получил под руководством местного учителя иеромонаха Иеремии Кавадии, содержавшего частную школу на Корфу.

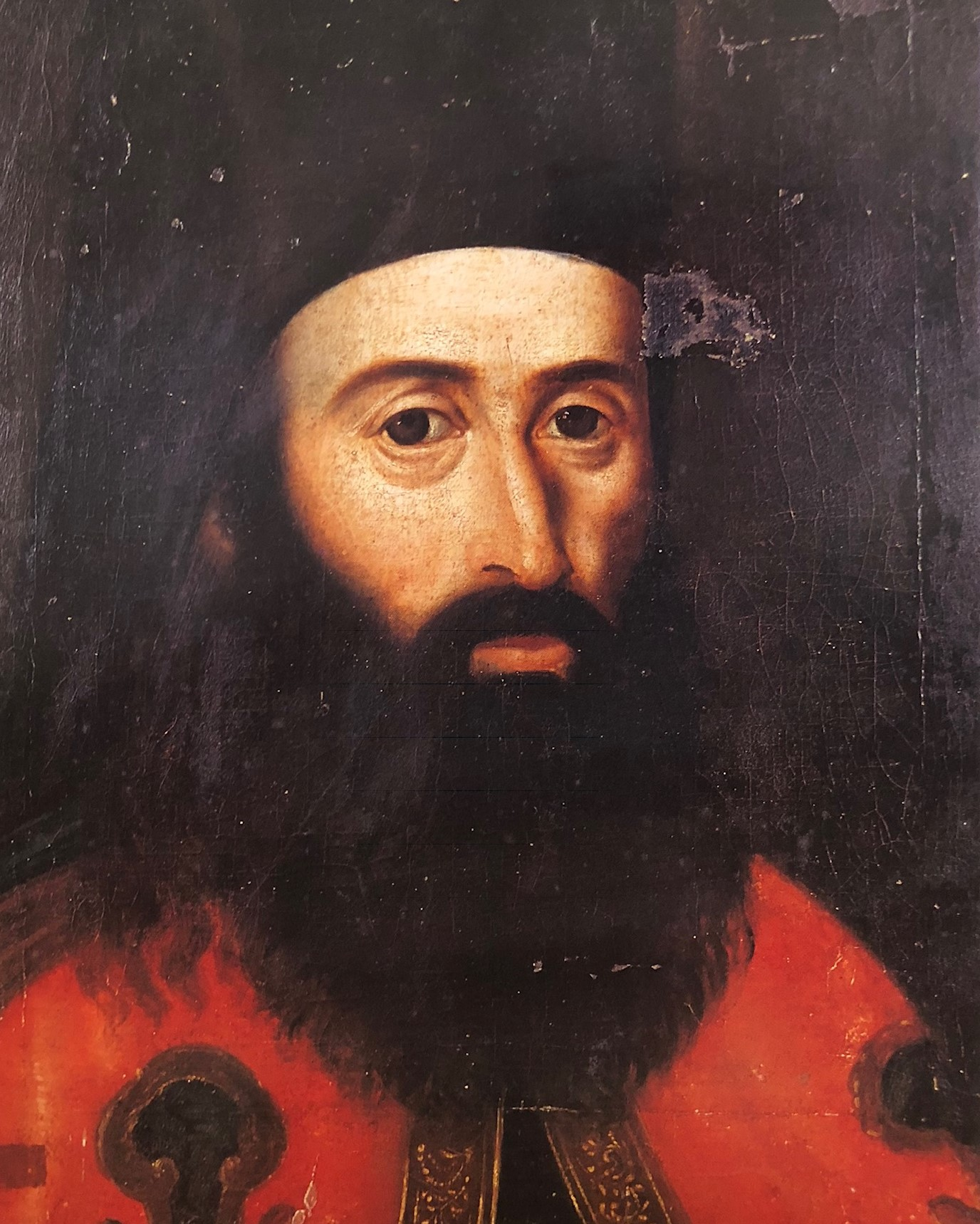
Портрет рубежа XVIII - нач. XIX вв.

На пятнадцатом году жизни был посвящён в звание церковного чтеца и пробыл в этой должности около полугода; затем он отправился в Италию для продолжения образования и поступил в греческую гимназию в Патавии. Там он учился грамматике, риторике, пиитике, логике, философии, богословию, математике и физике, а также искусству красноречия. Отсюда Никифор поступил в Болонскую академию, где завершил образование математическое, богословское и философское.
В 1748 году с обширным запасом научных познаний он вернулся на родину и решил посвятить себя служению церкви.
Став известным проповедником, в 1776 году, по приглашению своего соотечественника Евгения Булгариса, архиепископа Славянского и Херсонского (епископская кафедра, находившаяся в Полтаве) прибыл в Россию. В 1779 году, после отставки Булгариса, сам стал архиепископом Славянским и Херсонским. В конце 1786 года из Полтавы Никифор был перемещён в Астрахань, на должность архиепископа Астраханского и Ставропольского. В 1792 по состоянию здоровья ушёл с епископского поста и стал настоятелем московского Данилова монастыря.
Автор учебников по физике и математике, богословских трудов.
Никифор активно полемизировал с раскольниками; автор таких произведений как:
- «Окружное послание к старообрядцам Херсонской епархии», (или: «Окружное послание ко всем именующим себя староверами в Славянской и Херсонской епархии обитающим»[4])
- «Ответы на Соловецкую челобитную раскольников»,
- «Ответы на вопросы Иргизских раскольников и рассуждение о св. мире»

Начиная с 1780 года, Никифор взаимодействует со старообрядческими общинами с целью достижения компромисса: дозволения им совершать службу по своему обычаю — по старому обряду, но признавая авторитет православной церкви. В последующие два десятилетия этот компромисс распространился на всю страну, будучи утвержден московским митрополитом Платоном под называнием «единоверие».
По мнению некоторых историков, именно ему (а не его преемнику архиепископу Екатеринославскому Амвросию) принадлежит первое употребление слова духоборы применительно к «духовным христианам»..
Преосвященный Никифор был погребён 2 июня 1800 года, в день своего небесного покровителя святителя Никифора Константинопольского, в Даниловом монастыре, согласно его завещанию.

## Память о Никифоре
Главная торговая улица Керкиры на острове Корфу названа в честь именитого земляка (греч. Νικηφόρου Θεοτόκη; англ. Nikiforou Theotoki Street)
В Даниловом монастыре имя преосвященного архипастыря Никифора Феотокиса записано в поминальный братский синодик. Здесь сооружён крест в его память.

## Книги Никифора
Большая часть сочинений Никифора написана на греческом языке.
- Четыре слова огласительные к монахине на день, в который она облекалась в ангельский образ, сочиненные и говоренные 1766 года иеромонахом Никифором Феотокием, бывшим после архиепископом Астраханским и Ставропольским. — М.: Унив. тип., 1848.
- Ответы преосвещеннаго Никифора, архиепископа славенскаго и херсонскаго, а потом бывшаго астраханскаго и кавалера на вопросы старообрядцев. — М., декабрь 1821.
- Толкование воскресных евангелий с нравоучительными беседами [Текст] : Сочинено на еллино-греческом языке преосвященным Никифором, бывшим архиепископом Астраханским и Ставропольским, с эллино-греческого на российской язык переведенной в Казанской академии. - Москва : Синодальная тип., 1805.
- Против обливательного крещения Окружное Послание Архиепископа Никифора (Феотокиса, 1731—1800) Славенского и Херсонского
- Речь благочестивейшей, боговенчанной, превознесенной и человеколюбивейшей монархине Екатерине Алексеевне, самодержице всероссийской, / Говоренная, августа в 6 день, преосвященным Никифором, архиепископом Славенским и Херсонским, при посвящении его во архиепископа, на еллинском языке, ; Которую с онаго на российский перевел, коллежский асессор, и Святейшаго синода преводчик Лука Сичкарев. — СПб.: При Имп. Акад. наук, 1779.
- «Физика» (Лпц., 1766—1767)
- «Курс чистой математики» (М., 1798—1800)
- «Творения Исаака Сирина» (Лпц., 1770)
- «О насилии католиков, и кто суть униаты и схизматики» (Галле, 1775)
- «Толкование воскресных евангелий» (М., 1796, русский перевод — 1809)
- «Цепь отцов — свод святоотеческих толкований на первые восемь книг Библии и на книги Царств» (Лпц., 1772—1773)
- «Поучительные слова на четыредесятницу и речи» (Лпц., 1766)
- «О молитве святых за живущих на земле»
- «Во всю землю изыде вещание их».

На русском языке:
- «Четыре слова о монахине» (М., 1809)
- «Окружное послание к старообрядцам херсонской епархии»
- «Ответы на соловецкую челобитную раскольников»
- «Ответы на вопросы иргизских раскольников и рассуждение о св. мире» (1-е изд. — 1800, 5-е изд. — М., 1834).